# ウルトラソフト擬ポテンシャル
ウルトラソフト擬ポテンシャル（ウルトラソフトぎポテンシャル、英: ultrasoft pseudopotential）は、1990年Vanderbiltが考案した第一原理擬ポテンシャルである。これまであったノルム保存型擬ポテンシャルでは、ノルム保存という条件が足枷となって、これ以上平面波基底の数を減らすことが困難となっていた。
ウルトラソフト擬ポテンシャルでは、このノルム保存の条件を課さないことにより、より少ない平面波基底で電子状態の計算が可能となる。ノルム保存を緩和した代償として、固有値問題ではなく、より複雑な一般化固有値問題を解く必要がある。しかし、平面波基底の数を削減できることの方が効果が大きく、より高速な計算が可能になる。